# Rovečné
Rovečné (in tedesco Rowetschin) è un comune ceco situato nel distretto di Žďár nad Sázavou, nella regione di Vysočina.